# Проект похода Красной армии в Индию (1919)
Проект похода Красной армии в Индию — проект, предлагавшийся наркомвоенмором Львом Троцким в секретной записке в Политбюро ЦК РКП(б) 5 августа 1919 года. 
Проект похода РККА так и остался нереализованным, причём сам же Троцкий в своей записке подчёркивал лишь «предварительный» его характер. Хотя общественное мнение обычно приписывает этот проект лично Троцкому, согласно архивным исследованиям В. Краснова и В. Дайнеса, идея принадлежала Михаилу Фрунзе. Логика подобного проекта станет более понятной, если учесть характерные для большевиков того времени ожидания скорой «мировой революции».

## Исторический фон
Как отмечает Ричард Пайпс, вплоть до окончания Гражданской войны в России все большевистские лидеры всерьёз надеялись на скорейшее распространение революции на другие страны, в первую очередь, на революцию в Германии. С 1918 года большевики начинают предпринимать активные усилия по советизации национальных окраин бывшей Российской империи, создав ряд вскоре рухнувших советских республик в Прибалтике, на Украине и так далее.
Революционное брожение не ограничилось одной лишь территорией бывшей Российской империи. После Ноябрьской революции 1918 года в Германии в Эльзасе 10 ноября образовалась Эльзасская Советская Республика, уничтоженная французской армией уже к 22 ноября.
21 марта 1919 года создаётся Венгерская Советская Республика, просуществовавшая до 6 августа. 13 апреля 1919 года появляется Баварская Советская Республика, впрочем, павшая уже 1 мая. 16 июня 1919 года формируется Словацкая Советская Республика, уничтоженная уже 7 июля.
Надежды большевиков на «мировую революцию» в этот период отличаются крайним, как показали дальнейшие события, отрывом от реальности. Так, как отмечает Ричард Пайпс, в 1920 году Ленин вполне серьёзно рассматривал перспективы скорой советизации Италии. 23 июля 1920 года, во время наступления Красной Армии на Варшаву, Ленин сообщает Сталину: «Положение в Коминтерне превосходное: Зиновьев, Бухарин и также и я думаем, что следовало бы спровоцировать революцию тотчас в Италии. Мое личное мнение, что для этого надо советизировать Венгрию, а может быть также Чехию и Румынию. Надо обдумать внимательно. Сообщите Ваше подробное мнение».
В 1920 году предпринимается попытка создания так называемой «Персидской Советской Социалистической Республики».

## Проект
5 августа 1919 года Троцкий обратился в ЦК РКП(б) с секретной запиской, в которой под впечатлением от неудач на Западе предлагает обратить внимание на восток («европейская революция как будто отодвинулась…мы сами отодвинулись с запада на восток»), и начинает продвигать фантастический план военного вторжения в Индию. Единственным аналогом этого проекта в истории России можно назвать план похода донских казаков на Индию, продвигавшийся императором Павлом I, и отменённый немедленно после его смерти.
В своей записке Троцкий предложил ЦК обдумать вопрос о формировании конного корпуса в 30 — 40 тыс. человек, и «сформировать где-нибудь на Урале или Туркестане революционную академию, политический и военный штаб азиатской революции», отметив при этом, что «путь на Париж и Лондон лежит через города Афганистана, Пенджаба и Бенгалии». 20 сентября 1919 года Троцкий обращается к ЦК РКП(б) с ещё одной запиской на тему похода в Индию. В этой записке он предлагает «создать в Туркестане серьёзную военную базу», и нанести удар по формируемой Великобританией антибольшевистской «цепи государств» Персия — Бухара — Хива — Афганистан.
Вместе с тем Троцкий также обратил внимание ЦК на то, что его предложения носят лишь «предварительный, подготовительный характер», и требуют детальной проработки. Как отмечают исследователи В. Краснов и В. Дайнес, идея «похода на Индию» не была целиком изобретением Троцкого, а впервые была предложена одним из наиболее известных военачальников периода Гражданской войны, М. В. Фрунзе. Предложенный Фрунзе план похода «на Персию и Индию в целях удара по английскому империализму» был упомянут Троцким в своей записке от 5 августа, как план «одного серьёзного военного работника».
Уже в сентябре 1919 года по приказу Троцкого в Туркестан было отправлено 25 тысяч винтовок для немедленной передачи афганскому правительству. Хотя англо-афганская война закончилась, большевистское руководство не теряло надежды вновь втянуть Афганистан в военный конфликт с Великобританией. Но руководство Туркестанской Советской Республики отказалось передавать Афганистану как оружие из собственных скудных запасов, так и полученные из РСФСР винтовки, поскольку само остро нуждалось в вооружении для борьбы с басмачами. Осенью 1919 года оказалось под вопросом уже и выживание самого большевизма, который попал под удары одновременно Колчака, Деникина и Юденича. Поход в Индию так и не состоялся.